# Seznam států světa
Tento seznam svrchovaných států poskytuje přehled o svrchovaných státech na světě, spolu s informacemi o jejich statusu a mezinárodním uznání jejich svrchovanosti.
Členství v systému Organizace spojených národů rozděluje 203 států na seznamu do pěti kategorii:
- 193 členských států OSN,
- 2 pozorovatelské státy OSN,
- 2 členské státy specializovaných organizací OSN, jejichž území je dle OSN součástí jiného státu, avšak jejich nezávislost je v souladu s mezinárodním právem,
- 5 států bez mezinárodního uznání, jejichž území je dle OSN součástí jiného státu,
- 1 stát bez mezinárodního uznání, jehož území je dle OSN nesamosprávné.

Přehled členských států OSN, pozorovatelských států OSN a států, které jsou členy pouze specializovaných organizací OSN, poskytuje první tabulka. Zbylé státy jsou sloučeny do druhé tabulky.
Sloupec zpochybnění svrchovanosti ukazuje státy, jejichž svrchovanost není napadána (188 států) a státy, jejichž svrchovanost je předmětem sporů (15 států).
Přehled závislých území podává článek Seznam závislých území. Informace o územích, která nejsou v současnosti ovládána žádným státem, poskytuje článek Terra nullius.

## Státy, jejichž nezávislost je v souladu s mezinárodním právem
Tento oddíl v abecedním pořadí zahrnuje 193 členských států Organizace spojených národů, 2 pozorovatelské státy Organizace spojených národů (Vatikán a Palestina) a 2 státy, které jsou členy některých specializovaných organizací Organizace spojených národů a jejich existence je Organizací spojených národů hodnocena jako legitimní (Tchaj-wan a Kosovo).
Česká republika nezpochybňuje svrchovanost žádného státu, který je členem OSN, a rovněž uznává suverenitu Kosova, Palestiny a Vatikánu. S Tchaj-wanem, který přímo neuznává, však taktéž navazuje určité diplomatické vztahy. Tchaj-wan má také na území České republiky svoje zastoupení.
| Stát                           | Formální název                                                                | Světadíl        | Hlavní město                                                                        | Členství ve strukturách OSN | Zpochybnění svrchovanosti                         | Další informace |
| ------------------------------ | ----------------------------------------------------------------------------- | --------------- | ----------------------------------------------------------------------------------- | --- | ------------------------------------------------- | --- |
| Afghánistán                    | Afghánská islámská republika (de iure) Islámský emirát Afghánistán (de facto) | Asie            | Kábul                                                                               | Členský stát OSN | není                                              | |
| Albánie                        | Albánská republika                                                            | Evropa          | Tirana                                                                              | Členský stát OSN | není                                              | |
| Alžírsko                       | Alžírská demokratická a lidová republika                                      | Afrika          | Alžír                                                                               | Členský stát OSN | není                                              | |
| Andorra                        | Andorrské knížectví                                                           | Evropa          | Andorra la Vella                                                                    | Členský stát OSN | není                                              | Andorra je spolu-knížectvím. Držiteli funkce hlavy státu jsou ex officio francouzský prezident a biskup Urgellské diecéze, který je sám jmenován Svatým stolcem. |
| Angola                         | Angolská republika                                                            | Afrika          | Luanda                                                                              | Členský stát OSN | není                                              | |
| Antigua a Barbuda              | Antigua a Barbuda                                                             | Severní Amerika | Saint John's                                                                        | Členský stát OSN | není                                              | Antigua a Barbuda je Commonwealth realm s jedním autonomním regionem Barbudou. |
| Argentina                      | Argentinská republika                                                         | Jižní Amerika   | Buenos Aires                                                                        | Členský stát OSN | není                                              | Argentina je federací skládající se z 23 provincii a federálního distriktu. |
| Arménie                        | Arménská republika                                                            | Asie            | Jerevan                                                                             | Členský stát OSN | Neuznávána Pákistánem                             | Podrobně: Konflikt v Náhorním Karabachu. |
| Austrálie                      | Australské společenství                                                       | Oceánie         | Canberra                                                                            | Členský stát OSN | není                                              | Austrálie je Commonwealth realm a federace šesti států a deseti teritorii. Externími australskými územími jsou: - Ashmorův a Cartierův ostrov - Australské antarktické území - Heardův ostrov a McDonaldovy ostrovy - Kokosové ostrovy - Ostrovy Korálového moře - Norfolk - Vánoční ostrov |
| Ázerbájdžán                    | Ázerbájdžánská republika                                                      | Asie            | Baku                                                                                | Členský stát OSN | není                                              | Zahrnuje autonomní republiku Nachičevan. |
| Bahamy                         | Bahamské společenství                                                         | Severní Amerika | Nassau                                                                              | Členský stát OSN | není                                              | Bahamy jsou Commonwealth realm. |
| Bahrajn                        | Království Bahrajn                                                            | Asie            | Manáma                                                                              | Členský stát OSN | není                                              | |
| Bangladéš                      | Bangladéšská lidová republika                                                 | Asie            | Dháka                                                                               | Členský stát OSN | není                                              | |
| Barbados                       | Barbados                                                                      | Severní Amerika | Bridgetown                                                                          | Členský stát OSN | není                                              | |
| Belgie                         | Belgické království                                                           | Evropa          | Brusel                                                                              | Členský stát OSN | není                                              | Belgie je federace rozdělená na společenství a regiony podle jazykového klíče. Členský stát EU. |
| Belize                         | Belize                                                                        | Severní Amerika | Belmopan                                                                            | Členský stát OSN | není                                              | Belize je Commonwealth realm. |
| Bělorusko                      | Běloruská republika                                                           | Evropa          | Minsk                                                                               | Členský stát OSN | není                                              | Bělorusko vytvořilo Svazový stát spolu s Ruskem. |
| Benin                          | Beninská republika                                                            | Afrika          | Porto Novo (sídlo parlamentu) Cotonou (sídlo vlády)                                 | Členský stát OSN | není                                              | |
| Bhútán                         | Bhútánské království                                                          | Asie            | Thimbú                                                                              | Členský stát OSN | není                                              | |
| Bolívie                        | Mnohonárodnostní stát Bolívie                                                 | Jižní Amerika   | Sucre (ústavní) La Paz (sídlo vlády)                                                | Členský stát OSN | není                                              | |
| Bosna a Hercegovina            | Bosna a Hercegovina                                                           | Evropa          | Sarajevo                                                                            | Členský stát OSN | není                                              | Bosna a Hercegovina je federací skládající se ze dvou entit: - Federace Bosny a Hercegoviny - Republika srbská a samosprávného distriktu Brčko. |
| Botswana                       | Botswanská republika                                                          | Afrika          | Gaborone                                                                            | Členský stát OSN | není                                              | |
| Brazílie                       | Brazilská federativní republika                                               | Jižní Amerika   | Brasília                                                                            | Členský stát OSN | není                                              | Brazílie je federací 26 států a jednoho federálního distriktu. |
| Brunej                         | Stát Brunej Darussalam                                                        | Asie            | Bandar Seri Begawan                                                                 | Členský stát OSN | není                                              | |
| Bulharsko                      | Bulharská republika                                                           | Evropa          | Sofie                                                                               | Členský stát OSN | není                                              | Členský stát EU. |
| Burkina Faso                   | Burkina Faso                                                                  | Afrika          | Ouagadougou                                                                         | Členský stát OSN | není                                              | |
| Burundi                        | Burundská republika                                                           | Afrika          | Gitega                                                                              | Členský stát OSN | není                                              | |
| Čad                            | Čadská republika                                                              | Afrika          | N'Djamena                                                                           | Členský stát OSN | není                                              | |
| Černá Hora                     | Černá Hora                                                                    | Evropa          | Podgorica                                                                           | Členský stát OSN | není                                              | |
| Česko                          | Česká republika                                                               | Evropa          | Praha                                                                               | Členský stát OSN | není                                              | Členský stát EU. |
| Čína                           | Čínská lidová republika                                                       | Asie            | Peking                                                                              | Členský stát OSN | Částečně neuznaná. Nárokována Čínskou republikou. | Čína se skládá z pěti autonomních regionů: Kuang-si, Vnitřního Mongolska, Ning-sia, Sin-ťiangu a Tibetské autonomní oblasti. Navíc obsahuje dvě Zvláštní správní oblasti: - Hongkong - Macao Čínská lidová republika není uznávána 19 členskými státy OSN a Svatým stolcem, které uznávají Čínskou republiku na Tchaj-wanu. Čínská lidová republika si nárokuje, ale nekontroluje ostrov Tchaj-wan, který po občanské válce zůstal v rukou Kuomintangu. |
| Dánsko                         | Dánské království                                                             | Evropa          | Kodaň                                                                               | Členský stát OSN | není                                              | Dánské království zahrnuje dvě samosprávná teritoria: - Faerské ostrovy - Grónsko Členský stát EU, její zákony ale neplatí v samosprávných teritoriích. |
| Dominika                       | Dominické společenství                                                        | Severní Amerika | Roseau                                                                              | Členský stát OSN | není                                              | |
| Dominikánská republika         | Dominikánská republika                                                        | Severní Amerika | Santo Domingo                                                                       | Členský stát OSN | není                                              | |
| Džibutsko                      | Džibutská republika                                                           | Afrika          | Džibuti                                                                             | Členský stát OSN | není                                              | |
| Egypt                          | Egyptská arabská republika                                                    | Afrika          | Káhira                                                                              | Členský stát OSN | není                                              | |
| Ekvádor                        | Ekvádorská republika                                                          | Jižní Amerika   | Quito                                                                               | Členský stát OSN | není                                              | |
| Eritrea                        | Stát Eritrea                                                                  | Afrika          | Asmara                                                                              | Členský stát OSN | není                                              | |
| Estonsko                       | Estonská republika                                                            | Evropa          | Tallinn                                                                             | Členský stát OSN | není                                              | Členský stát EU. |
| Etiopie                        | Etiopská federativní demokratická republika                                   | Afrika          | Addis Abeba                                                                         | Členský stát OSN | není                                              | Etiopie je federací 9 států a dvou samosprávných měst. |
| Fidži                          | Fidžijská republika                                                           | Oceánie         | Suva                                                                                | Členský stát OSN | není                                              | Fidži obsahuje autonomní území Rotuma. |
| Filipíny                       | Filipínská republika                                                          | Asie            | Manila                                                                              | Členský stát OSN | není                                              | Filipíny obsahují jeden autonomní region. |
| Finsko                         | Finská republika                                                              | Evropa          | Helsinky                                                                            | Členský stát OSN | není                                              | Členský stát EU. - Alandy jsou neutrálním a demilitarizovaným regionem Finska. |
| Francie                        | Francouzská republika                                                         | Evropa          | Paříž                                                                               | Členský stát OSN | není                                              | Členský stát EU. Součástí Francie je pět zámořských regionů/departmentů: Francouzská Guyana, Guadeloupe, Martinik, Mayotte a Réunion. Součástí Francie jsou také tato území: - Clippertonův ostrov - Francouzská Polynésie - Nová Kaledonie - Saint Pierre a Miquelon - Svatý Bartoloměj - Svatý Martin - Wallis a Futuna - Francouzská jižní a antarktická území |
| Gabon                          | Gabonská republika                                                            | Afrika          | Libreville                                                                          | Členský stát OSN | není                                              | |
| Gambie                         | Gambijská republika                                                           | Afrika          | Banjul                                                                              | Členský stát OSN | není                                              | |
| Ghana                          | Ghanská republika                                                             | Afrika          | Akkra                                                                               | Členský stát OSN | není                                              | |
| Grenada                        | Grenada                                                                       | Severní Amerika | Saint George's                                                                      | Členský stát OSN | není                                              | Grenada je součástí Commonwealth realm. |
| Gruzie                         | Gruzie                                                                        | Asie            | Tbilisi                                                                             | Členský stát OSN | není                                              | Obsahuje dvě autonomní republiky Abcházii a Adžárii. V Abcházii a Jižní Osetii byly zformovány de-facto nezávislé státy. |
| Guatemala                      | Guatemalská republika                                                         | Severní Amerika | Ciudad de Guatemala                                                                 | Členský stát OSN | není                                              | |
| Guinea                         | Guinejská republika                                                           | Afrika          | Konakry                                                                             | Členský stát OSN | není                                              | |
| Guinea-Bissau                  | Republika Guinea-Bissau                                                       | Afrika          | Bissau                                                                              | Členský stát OSN | není                                              | |
| Guyana                         | Guyanská kooperativní republika                                               | Jižní Amerika   | Georgetown                                                                          | Členský stát OSN | není                                              | |
| Haiti                          | Republika Haiti                                                               | Severní Amerika | Port-au-Prince                                                                      | Členský stát OSN | není                                              | |
| Honduras                       | Honduraská republika                                                          | Severní Amerika | Tegucigalpa                                                                         | Členský stát OSN | není                                              | |
| Chile                          | Chilská republika                                                             | Jižní Amerika   | Santiago de Chile Valparaíso (sídlo parlamentu)                                     | Členský stát OSN | není                                              | Chile má dvě speciální teritoria v regionu Valparaíso: - Velikonoční ostrov - Ostrovy Juana Fernándeze |
| Chorvatsko                     | Chorvatská republika                                                          | Evropa          | Záhřeb                                                                              | Členský stát OSN | není                                              | Členský stát EU. |
| Indie                          | Indická republika                                                             | Asie            | Nové Dillí                                                                          | Členský stát OSN | není                                              | Indie je federace 29 států a sedmi svazových teritorii. Indie si také nárokuje celé teritorium Kašmíru, které ale kontroluje pouze částečně. Zatímco Čínská lidová republika a Pákistán kontrolují zbytek tohoto území. |
| Indonésie                      | Indonéská republika                                                           | Asie            | Jakarta                                                                             | Členský stát OSN | není                                              | Indonésie má pět provincií oficialně označovaných jako autonomní: Ačeh, Jakartu, Yogyakartu, Papuu a Západní Papuu. |
| Irák                           | Irácká republika                                                              | Asie            | Bagdád                                                                              | Členský stát OSN | není                                              | Irák je federace 19 guvernorátu z nichž tři tvoří autonomní Irácký Kurdistán. |
| Írán                           | Íránská islámská republika                                                    | Asie            | Teherán                                                                             | Členský stát OSN | není                                              | |
| Irsko                          | Irsko                                                                         | Evropa          | Dublin                                                                              | Členský stát OSN | není                                              | Členský stát EU. |
| Island                         | Islandská republika                                                           | Evropa          | Reykjavík                                                                           | Členský stát OSN | není                                              | |
| Itálie                         | Italská republika                                                             | Evropa          | Řím                                                                                 | Členský stát OSN | není                                              | Členský stát EU. Itálie má pět autonomních oblastí: Údolí Aosty, Furlansko-Julské Benátsko, Sardinie, Sicílie a Tridentsko-Horní Adiže. |
| Izrael                         | Stát Izrael                                                                   | Asie            | Jeruzalém (de facto) Tel Aviv (mezinárodně uznávané)                                | Členský stát OSN | Částečně neuznaný                                 | Izrael kontroluje území nárokované Palestinou, anektoval Východní Jeruzalém. Částečně kontroluje většinu Západního břehu Jordánu, a ačkoliv v důsledku jednostranného stažení neudržuje civilní ani vojenskou přítomnost v Pásmu Gazy je stále některými považovaný za okupační mocnost ve smyslu mezinárodního práva. Izrael není uznán 32 členskými zeměmi OSN (většinou Arabskými zeměmi) a SADR. |
| Jamajka                        | Jamajka                                                                       | Severní Amerika | Kingston                                                                            | Členský stát OSN | není                                              | Jamajka je součástí Commonwealth realm. |
| Japonsko                       | Japonsko                                                                      | Asie            | Tokio                                                                               | Členský stát OSN | není                                              | |
| Jemen                          | Jemenská republika                                                            | Asie            | Saná                                                                                | Členský stát OSN | není                                              | |
| Jižní Afrika                   | Jihoafrická republika                                                         | Afrika          | Pretorie (sídlo vlády) Bloemfontein (sídlo justice) Kapské Město (sídlo parlamentu) | Členský stát OSN | není                                              | |
| Jižní Korea                    | Korejská republika                                                            | Asie            | Soul                                                                                | Členský stát OSN | Nárokovaná Severní Koreou                         | Součástí Jižní Koreje je autonomní region Čedžu. Není uznávána Severní Koreou. |
| Jižní Súdán                    | Jihosúdánská republika                                                        | Afrika          | Džuba                                                                               | Členský stát OSN | není                                              | Jižní Súdán je federací 10 států. |
| Jordánsko                      | Jordánské hášimovské království                                               | Asie            | Ammán                                                                               | Členský stát OSN | není                                              | |
| Kambodža                       | Kambodžské království                                                         | Asie            | Phnompenh                                                                           | Členský stát OSN | není                                              | |
| Kamerun                        | Kamerunská republika                                                          | Afrika          | Yaoundé                                                                             | Členský stát OSN | není                                              | |
| Kanada                         | Kanada                                                                        | Severní Amerika | Ottawa                                                                              | Členský stát OSN | není                                              | Kanada je federací 10 provincii a tří spolkových teritorii. Kanada je součástí Commonwealth realm. |
| Kapverdy                       | Kapverdská republika                                                          | Afrika          | Praia                                                                               | Členský stát OSN | není                                              | |
| Katar                          | Stát Katar                                                                    | Asie            | Dauhá                                                                               | Členský stát OSN | není                                              | |
| Kazachstán                     | Republika Kazachstán                                                          | Evropa, Asie    | Astana                                                                              | Členský stát OSN | není                                              | |
| Keňa                           | Keňská republika                                                              | Afrika          | Nairobi                                                                             | Členský stát OSN | není                                              | |
| Kiribati                       | Republika Kiribati                                                            | Oceánie         | Jižní Tarawa                                                                        | Členský stát OSN | není                                              | |
| Kolumbie                       | Kolumbijská republika                                                         | Jižní Amerika   | Bogota                                                                              | Členský stát OSN | není                                              | |
| Komory                         | Komorský svaz                                                                 | Afrika          | Moroni                                                                              | Členský stát OSN | není                                              | Komory jsou federací tří ostrovů; Ngazidja (Grande Comore), Nzwani (Anjouan) a Mwali (Mohéli). |
| Konžská republika              | Konžská republika                                                             | Afrika          | Brazzaville                                                                         | Členský stát OSN | není                                              | |
| Konžská demokratická republika | Konžská demokratická republika                                                | Afrika          | Kinshasa                                                                            | Členský stát OSN | není                                              | |
| Kosovo                         | Kosovská republika                                                            | Evropa          | Priština                                                                            | Člen dvou specializovaných organizaci OSN (IMF a WBG), nezávislost uznána OSN za legitimní, nárokované území je však dle OSN součástí Srbska.                                                           | Nárokováno Srbskem                                | Na základě Rezoluce Rady bezpečnosti OSN č. 1244 bylo Kosovo umístěno pod správu OSN v roce 1999. Kosovo vyhlásilo nezávislost v roce 2008, kterou uznalo 109 států členských států OSN a Čínská republika. Kosovo je členem MMF a Skupiny Světové banky. Ostatní členové OSN buď uznávají srbskou svrchovanost nad územím a nebo se k problematice nevyjádřili. Kosovská vláda kontroluje většinu území země s výjimkou Severního Kosova. |
| Kostarika                      | Kostarická republika                                                          | Severní Amerika | San José                                                                            | Členský stát OSN | není                                              | |
| Kuba                           | Kubánská republika                                                            | Severní Amerika | Havana                                                                              | Členský stát OSN | není                                              | |
| Kuvajt                         | Stát Kuvajt                                                                   | Asie            | Kuvajt                                                                              | Členský stát OSN | není                                              | |
| Kypr                           | Kyperská republika                                                            | Asie            | Nikósie                                                                             | Členský stát OSN | Neuznaný Tureckem                                 | Členský stát EU. Severní část ostrova je de facto státem nazývaným Severní Kypr. Kyperskou republiku Turecko nazývá „Řeckou správou na Jižním Kypru“. |
| Kyrgyzstán                     | Kyrgyzská republika                                                           | Asie            | Biškek                                                                              | Členský stát OSN | není                                              | |
| Laos                           | Laoská lidově demokratická republika                                          | Asie            | Vientiane                                                                           | Členský stát OSN | není                                              | |
| Lesotho                        | Lesothské království                                                          | Afrika          | Maseru                                                                              | Členský stát OSN | není                                              | |
| Libanon                        | Libanonská republika                                                          | Asie            | Bejrút                                                                              | Členský stát OSN | není                                              | |
| Libérie                        | Liberijská republika                                                          | Afrika          | Monrovia                                                                            | Členský stát OSN | není                                              | |
| Libye                          | Libyjský stát                                                                 | Afrika          | Tripolis                                                                            | Členský stát OSN | není                                              | V rámci Libye byl vyhlášen samozvaný autonomní region Kyrenaika. |
| Lichtenštejnsko                | Lichtenštejnské knížectví                                                     | Evropa          | Vaduz                                                                               | Členský stát OSN | není                                              | |
| Litva                          | Litevská republika                                                            | Evropa          | Vilnius                                                                             | Členský stát OSN | není                                              | Členský stát EU. |
| Lotyšsko                       | Lotyšská republika                                                            | Evropa          | Riga                                                                                | Členský stát OSN | není                                              | Členský stát EU. |
| Lucembursko                    | Lucemburské velkovévodství                                                    | Evropa          | Lucemburk                                                                           | Členský stát OSN | není                                              | Členský stát EU. |
| Madagaskar                     | Madagaskarská republika                                                       | Afrika          | Antananarivo                                                                        | Členský stát OSN | není                                              | |
| Maďarsko                       | Maďarsko                                                                      | Evropa          | Budapešť                                                                            | Členský stát OSN | není                                              | Členský stát EU. |
| Malajsie                       | Malajsie                                                                      | Asie            | Kuala Lumpur (sídlo krále a parlamentu) Putrajaya (sídlo vlády)                     | Členský stát OSN | není                                              | Malajsie je federací 13 států a 3 teritorií. |
| Malawi                         | Malawiská republika                                                           | Afrika          | Lilongwe                                                                            | Členský stát OSN | není                                              | |
| Maledivy                       | Maledivská republika                                                          | Asie            | Male                                                                                | Členský stát OSN | není                                              | |
| Mali                           | Republika Mali                                                                | Afrika          | Bamako                                                                              | Členský stát OSN | není                                              | |
| Malta                          | Maltská republika                                                             | Evropa          | Valletta                                                                            | Členský stát OSN | není                                              | Členský stát EU. |
| Maroko                         | Marocké království                                                            | Afrika          | Rabat                                                                               | Členský stát OSN | není                                              | Maroko si činí nárok na území Západní Sahary, které z větší části kontroluje. Jeho nárok je napadán Saharskou arabskou demokratickou republikou. |
| Marshallovy ostrovy            | Republika Marshallovy ostrovy                                                 | Oceánie         | Majuro                                                                              | Členský stát OSN | není                                              | Přidružený stát USA. |
| Mauricius                      | Mauricijská republika                                                         | Afrika          | Port Louis                                                                          | Členský stát OSN | není                                              | Mauricius má jeden autonomní ostrov; Rodrigues. |
| Mauritánie                     | Mauritánská islámská republika                                                | Afrika          | Nuakšott                                                                            | Členský stát OSN | není                                              | |
| Mexiko                         | Spojené státy mexické                                                         | Severní Amerika | Ciudad de México                                                                    | Členský stát OSN | není                                              | Mexiko je federace 31 států a jednoho federálního města. |
| Mikronésie                     | Federativní státy Mikronésie                                                  | Oceánie         | Palikir                                                                             | Členský stát OSN | není                                              | Mikronésie je federací čtyř spolkových států; Chuuk, Kosrae, Pohnpei a Yap. Přidružený stát USA. |
| Moldavsko                      | Moldavská republika                                                           | Evropa          | Kišiněv                                                                             | Členský stát OSN | není                                              | Moldavsko má dvě autonomní oblasti Gagauzsko a Podněstří, které se odtrhlo a vytvořilo de facto samostatný stát. |
| Monako                         | Monacké knížectví                                                             | Evropa          | Monaco-Ville                                                                        | Členský stát OSN | není                                              | |
| Mongolsko                      | Mongolsko                                                                     | Asie            | Ulánbátar                                                                           | Členský stát OSN | není                                              | |
| Mosambik                       | Mosambická republika                                                          | Afrika          | Maputo                                                                              | Členský stát OSN | není                                              | |
| Myanmar (Barma)                | Republika Myanmarský svaz                                                     | Asie            | Neipyijto                                                                           | Členský stát OSN | není                                              | |
| Namibie                        | Namibijská republika                                                          | Afrika          | Windhoek                                                                            | Členský stát OSN | není                                              | |
| Nauru                          | Republika Nauru                                                               | Oceánie         | žádné                                                                               | Členský stát OSN | není                                              | |
| Německo                        | Spolková republika Německo                                                    | Evropa          | Berlín                                                                              | Členský stát OSN | není                                              | Členský stát EU. Německo je federace 16 spolkových zemí. |
| Nepál                          | Nepálská federativní demokratická republika                                   | Asie            | Káthmándú                                                                           | Členský stát OSN | není                                              | Nepál je federace 7 provincií. |
| Niger                          | Nigerská republika                                                            | Afrika          | Niamey                                                                              | Členský stát OSN | není                                              | |
| Nigérie                        | Nigerijská federativní republika                                              | Afrika          | Abuja                                                                               | Členský stát OSN | není                                              | Nigérie je federace skládající se ze 36 států a jednoho federálního teritoria. |
| Nikaragua                      | Nikaragujská republika                                                        | Severní Amerika | Managua                                                                             | Členský stát OSN | není                                              | Nikaragua obsahuje dva autonomní regiony Atlántico Sur a Atlántico Norte. |
| Nizozemsko                     | Nizozemské království                                                         | Evropa          | Amsterodam (sídlo krále) Haag (sídlo vlády)                                         | Členský stát OSN | není                                              | Členský stát EU. Nizozemské království se skládá ze čtyř zemí: - Nizozemsko - Aruba - Curaçao - Svatý Martin (nizozemská část) Ostrovy Bonaire, Saba a Svatý Eustach tvoří Karibské Nizozemsko. |
| Norsko                         | Norské království                                                             | Evropa          | Oslo                                                                                | Členský stát OSN | není                                              | Integrální součástí Norska jsou teritoria: - Špicberky jsou součástí Norska, ale mají speciální status kvůli Špicberské dohodě. - Ostrov Jan Mayen je integrální součástí Norska. Norskými závislými územími jsou také: - Bouvetův ostrov - Ostrov Petra I. - Země královny Maud |
| Nový Zéland                    | Nový Zéland                                                                   | Oceánie         | Wellington                                                                          | Členský stát OSN | není                                              | Nový Zéland je součástí Commonwealth realm a má závislá území: - Rossovu dependenci - Tokelau Nový Zéland má také zodpovědnost za dva přidružené státy - Cookovy ostrovy - Niue Cookovy ostrovy a Niue mají diplomatické vztahy s 41 respektive 17 členskými státy OSN a jsou členy některých specializovaných agentur OSN. |
| Omán                           | Sultanát Omán                                                                 | Asie            | Maskat                                                                              | Členský stát OSN | není                                              | |
| Pákistán                       | Pákistánská islámská republika                                                | Asie            | Islámábád                                                                           | Členský stát OSN | není                                              | Pákistán je federací čtyř provincií, teritoria hlavního města a kmenových oblastí. Pákistán si nárokuje celý region Kašmíru, kontrolovaný zčásti Indií a Čínou. Pákistán neanektoval území Kašmíru, která kontroluje. Místo toho je spravuje jako autonomní oblasti Ázád Kašmír a Gilgit-Baltistán. |
| Palau                          | Republika Palau                                                               | Oceánie         | Ngerulmud                                                                           | Členský stát OSN | není                                              | Přidružený stát USA |
| Palestina                      | Stát Palestina                                                                | Asie            | Rámaláh (administrativní) Jeruzalém (nárokovaný)                                    | Pozorovatelský stát OSN, člen jedné specializované organizace OSN (UNESCO). | Částečně neuznaná. · Nárokována Izraelem          | Po vyhlášení získal Stát Palestina mezinárodní uznání od 136 států. Vyhlášený stát nemá dohody týkající se jeho hranic a kontrolu nad většinou území, které si nárokuje. Palestinská autonomie je dočasný administrativní orgán zformovaný na základě Dohody z Osla, která má částečnou kontrolu nad Palestinskými územími. V zahraničních vztazích je Palestina reprezentována Organizací pro osvobození Palestiny. Palestinský stát je členskou zemí UNESCO a pozorovatelským státem OSN. |
| Panama                         | Panamská republika                                                            | Severní Amerika | Panamá                                                                              | Členský stát OSN | není                                              | |
| Papua Nová Guinea              | Nezávislý stát Papua Nová Guinea                                              | Oceánie         | Port Moresby                                                                        | Členský stát OSN | není                                              | Papua Nová Guinea je součástí Commonwealth realm a má jednu autonomní oblast Bougainville. |
| Paraguay                       | Paraguayská republika                                                         | Jižní Amerika   | Asunción                                                                            | Členský stát OSN | není                                              | |
| Peru                           | Peruánská republika                                                           | Jižní Amerika   | Lima                                                                                | Členský stát OSN | není                                              | |
| Pobřeží slonoviny              | Republika Pobřeží slonoviny                                                   | Afrika          | Yamoussoukro Abidžan                                                                | Členský stát OSN | není                                              | |
| Polsko                         | Polská republika                                                              | Evropa          | Varšava                                                                             | Členský stát OSN | není                                              | Členský stát EU. |
| Portugalsko                    | Portugalská republika                                                         | Evropa          | Lisabon                                                                             | Členský stát OSN | není                                              | Členský stát EU. Součástí země jsou dvě autonomní území: - Azory - Madeira |
| Rakousko                       | Rakouská republika                                                            | Evropa          | Vídeň                                                                               | Členský stát OSN | není                                              | Členský stát EU. |
| Rovníková Guinea               | Republika Rovníková Guinea                                                    | Afrika          | Malabo                                                                              | Členský stát OSN | není                                              | |
| Rumunsko                       | Rumunsko                                                                      | Evropa          | Bukurešť                                                                            | Členský stát OSN | není                                              | Členský stát EU. |
| Rusko                          | Ruská federace                                                                | Evropa, Asie    | Moskva                                                                              | Členský stát OSN | není                                              | Rusko je federace 85 subjektů a také vytvořilo společné soustátí s Běloruskem. V roce 2014 anektovalo ukrajinská území na poloostrově Krym pod názvem Republika Krym a Sevastopol. |
| Rwanda                         | Rwandská republika                                                            | Afrika          | Kigali                                                                              | Členský stát OSN | není                                              | |
| Řecko                          | Řecká republika                                                               | Evropa          | Athény                                                                              | Členský stát OSN | není                                              | Členský stát EU. Hora Athos je autonomní částí Řecka spolu spravovanou mezinárodní „Svatou komunitou“ na hoře a civilním guvernérem jmenovaným řeckou vládou. |
| Salvador                       | Salvadorská republika                                                         | Severní Amerika | San Salvador                                                                        | Členský stát OSN | není                                              | |
| Samoa                          | Nezávislý stát Samoa                                                          | Oceánie         | Apia                                                                                | Členský stát OSN | není                                              | |
| San Marino                     | Republika San Marino/Nejvznesenější republika San Marino                      | Evropa          | San Marino                                                                          | Členský stát OSN | není                                              | |
| Saúdská Arábie                 | Království Saúdská Arábie                                                     | Asie            | Rijád                                                                               | Členský stát OSN | není                                              | |
| Senegal                        | Senegalská republika                                                          | Afrika          | Dakar                                                                               | Členský stát OSN | není                                              | |
| Severní Korea                  | Korejská lidově demokratická republika                                        | Asie            | Pchjongjang                                                                         | Členský stát OSN | Nárokovaná Jižní Koreou                           | Neuznaná Jižní Koreou a Japonskem. |
| Severní Makedonie              | Republika Severní Makedonie                                                   | Evropa          | Skopje                                                                              | Členský stát OSN | není                                              | Do února 2019 používal stát názvu Makedonie, formálně Makedonská republika, mezi členské státy OSN přijat jako Bývalá jugoslávská republika Makedonie. |
| Seychely                       | Seychelská republika                                                          | Afrika          | Victoria                                                                            | Členský stát OSN | není                                              | |
| Sierra Leone                   | Republika Sierra Leone                                                        | Afrika          | Freetown                                                                            | Členský stát OSN | není                                              | |
| Singapur                       | Singapurská republika                                                         | Asie            | Singapur                                                                            | Členský stát OSN | není                                              | |
| Slovensko                      | Slovenská republika                                                           | Evropa          | Bratislava                                                                          | Členský stát OSN | není                                              | Členský stát EU. |
| Slovinsko                      | Slovinská republika                                                           | Evropa          | Lublaň                                                                              | Členský stát OSN | není                                              | Členský stát EU. |
| Somálsko                       | Somálská federativní republika                                                | Afrika          | Mogadišo                                                                            | Členský stát OSN | není                                              | Somálská federální vláda v současnosti neovládá celé území země. Puntland a Galmudug se prohlásili autonomními oblastmi Somálska, zatímco Somaliland se zformoval jako de facto nezávislý stát. |
| Spojené arabské emiráty        | Stát Spojené arabské emiráty                                                  | Asie            | Abú Zabí                                                                            | Členský stát OSN | není                                              | Spojené arabské emiráty jsou federací sedmi emirátů |
| Spojené království             | Spojené království Velké Británie a Severního Irska                           | Evropa          | Londýn                                                                              | Členský stát OSN | není                                              | Spojené království je Commonwealth realm skládající se ze čtyř zemí: Anglie, Severní Irsko, Skotsko a Wales. Spojené království má následující zámořská teritoria: - Akrotiri a Dekelia - Anguilla - Bermudy - Britské antarktické území - Britské indickooceánské území - Britské Panenské ostrovy - Falklandy - Gibraltar - Jižní Georgie a Jižní Sandwichovy ostrovy - Kajmanské ostrovy - Montserrat - Pitcairnovy ostrovy - Svatá Helena, Ascension a Tristan da Cunha - Turks a Caicos Britský panovník je suverénem tří samosprávných Korunní dependencí: - Guernsey - Ostrov Man - Jersey |
| Spojené státy americké         | Spojené státy americké                                                        | Severní Amerika | Washington, D.C.                                                                    | Členský stát OSN | není                                              | Spojené státy jsou federací 50 států a federálního distriktu. Spojené státy mají svrchovanost nad následujícími obydlenými državami a společenstvími: - Americká Samoa - Americké Panenské ostrovy - Guam - Portoriko - Severní Mariany Také mají suverenitu na základě Guano Islands Act nad několika neobydlenými ostrovy; Bakerův ostrov, Howlandův ostrov, Jarvisův ostrov, Johnstonův atol, Kingmanův útes, atol Midway, Navassa a ostrov Wake. USA si nárokuje také ostrovy Bajo Nuevo a Serranilla, které spravuje Kolumbie. Atol Palmyra je začleněným územím USA. Tři suverénní státy se staly přidruženými státy USA na základě Dohody o volném přidružení: - Marshallovy ostrovy - Mikronésie - Palau |
| Srbsko                         | Srbská republika                                                              | Evropa          | Bělehrad                                                                            | Členský stát OSN | není                                              | Součástí Srbska jsou dvě autonomní oblasti Vojvodina a Kosovo a Metochie, která je však pod faktickou kontrolou Kosovské republiky. |
| Středoafrická republika        | Středoafrická republika                                                       | Afrika          | Bangui                                                                              | Členský stát OSN | není                                              | |
| Súdán                          | Súdánská republika                                                            | Afrika          | Chartúm                                                                             | Členský stát OSN | není                                              | Súdán je federací 17 států. Vede spor s Jižním Súdánem o oblasti Abyei a Kafia Kingi. |
| Surinam                        | Surinamská republika                                                          | Jižní Amerika   | Paramaribo                                                                          | Členský stát OSN | není                                              | |
| Svatá Lucie                    | Svatá Lucie                                                                   | Severní Amerika | Castries                                                                            | Členský stát OSN | není                                              | Svatá Lucie je součástí Commonwealth realm. |
| Svatý Kryštof a Nevis          | Federace Svatý Kryštof a Nevis                                                | Severní Amerika | Basseterre                                                                          | Členský stát OSN | není                                              | Svatý Kryštof a Nevis je součástí Commonwealth realm. |
| Svatý Tomáš a Princův ostrov   | Demokratická republika Svatý Tomáš a Princův ostrov                           | Afrika          | São Tomé                                                                            | Členský stát OSN | není                                              | Svatý Tomáš a Princův ostrov obsahuje autonomní provincii Princův ostrov. |
| Svatý Vincenc a Grenadiny      | Svatý Vincenc a Grenadiny                                                     | Severní Amerika | Kingstown                                                                           | Členský stát OSN | není                                              | Svatý Vincenc a Grenadiny je součástí Commonwealth realm |
| Svazijsko                      | Svazijské království                                                          | Afrika          | Mbabane (sídlo vlády) Lobamba (sídlo parlamentu a krále)                            | Členský stát OSN | není                                              | |
| Sýrie                          | Syrská arabská republika                                                      | Asie            | Damašek                                                                             | Členský stát OSN | není                                              | Národní koalice sil revoluce a syrské opozice je uznávána jako legitimní reprezentace syrského lidu 20 členskými státy OSN a je oprávněna vládnout na povstalci ovládaných územích během probíhající občanské války v Sýrii. V rámci Sýrie vznikla samozvaná autonomní oblast: - Syrský Kurdistán |
| Šalomounovy ostrovy            | Šalomounovy ostrovy                                                           | Oceánie         | Honiara                                                                             | Členský stát OSN | není                                              | Šalomounovy ostrovy jsou součástí Commonwealth realm. |
| Španělsko                      | Španělské království                                                          | Evropa          | Madrid                                                                              | Členský stát OSN | není                                              | Členský stát EU. Španělsko je rozděleno na 17 autonomních společenství a dvě speciální autonomní města: Ceutu, Melillu a další Španělské severoafrické državy. |
| Šrí Lanka                      | Šrílanská demokratická socialistická republika                                | Asie            | Kotte Kolombo                                                                       | Členský stát OSN | není                                              | |
| Švédsko                        | Švédské království                                                            | Evropa          | Stockholm                                                                           | Členský stát OSN | není                                              | Členský stát EU. |
| Švýcarsko                      | Švýcarská konfederace                                                         | Evropa          | Bern (de facto)                                                                     | Členský stát OSN | není                                              | Švýcarsko je federací 26 autonomních kantonů. |
| Tádžikistán                    | Republika Tádžikistán                                                         | Asie            | Dušanbe                                                                             | Členský stát OSN | není                                              | Tádžikistán obsahuje jeden autonomní region: Horský Badachšán. |
| Tanzanie                       | Tanzanská sjednocená republika                                                | Afrika          | Dodoma (de jure) Dar es Salaam (dříve)                                              | Členský stát OSN | není                                              | Tanzanie obsahuje jeden autonomní region: Zanzibar. |
| Thajsko                        | Thajské království                                                            | Asie            | Bangkok                                                                             | Členský stát OSN | není                                              | |
| Tchaj-wan                      | Taiwan/Tchaj-wan                                                              | Asie            | Tchaj-pej                                                                           | Bývalý členský stát OSN (1945–1971), člen jedné specializované organizace OSN (WTO) pod názvem „Čínská Tchaj-pej“, nezávislost uznána OSN za legitimní, nárokované území je však dle OSN součástí Číny. | Nárokováno Čínskou lidovou republikou             | Čínská republika byla zakládajícím členem OSN a Rady bezpečnosti s právem veta do roku 1971, uznává ji 16 členských států OSN a Vatikán, další státy s ní udržují alespoň hospodářské kontakty. Země je plným členem Světové obchodní organizace. Nárokuje si celé území Číny, ale de facto nezávislým státem je pouze na ostrově Tchaj-wan a přilehlých ostrůvcích. Její území si nárokuje Čínská lidová republika. Obě vlády (ČLR a Čínské republiky na Tchaj-wanu) se považují za jediného legálního reprezentanta jednotné Číny. |
| Togo                           | Tožská republika                                                              | Afrika          | Lomé                                                                                | Členský stát OSN | není                                              | |
| Tonga                          | Království Tonga                                                              | Oceánie         | Nuku'alofa                                                                          | Členský stát OSN | není                                              | |
| Trinidad a Tobago              | Republika Trinidad a Tobago                                                   | Severní Amerika | Port of Spain                                                                       | Členský stát OSN | není                                              | Trinidad a Tobago obsahuje jeden autonomní region: Tobago |
| Tunisko                        | Tuniská republika                                                             | Afrika          | Tunis                                                                               | Členský stát OSN | není                                              | |
| Turecko                        | Turecká republika                                                             | Evropa, Asie    | Ankara                                                                              | Členský stát OSN | není                                              | |
| Turkmenistán                   | Turkmenistán                                                                  | Asie            | Ašchabad                                                                            | Členský stát OSN | není                                              | |
| Tuvalu                         | Tuvalu                                                                        | Oceánie         | Funafuti (Vaiaku)                                                                   | Členský stát OSN | není                                              | Tuvalu je součástí Commonwealth realm. |
| Uganda                         | Ugandská republika                                                            | Afrika          | Kampala                                                                             | Členský stát OSN | není                                              | |
| Ukrajina                       | Ukrajina                                                                      | Evropa          | Kyjev                                                                               | Členský stát OSN | není                                              | Součástí Ukrajiny je Autonomní republika Krym, která je kontrolovaná Ruskem. Pět dalších území včetně Doněcké, Chersonské, Luhanské a Záporožské oblasti a města Sevastopol, jsou plně nebo částečně kontrolovaný Ruskem. |
| Uruguay                        | Uruguayská východní republika                                                 | Jižní Amerika   | Montevideo                                                                          | Členský stát OSN | není                                              | |
| Uzbekistán                     | Republika Uzbekistán                                                          | Asie            | Taškent                                                                             | Členský stát OSN | není                                              | Uzbekistán obsahuje jeden autonomní region: Karakalpakstán |
| Vanuatu                        | Republika Vanuatu                                                             | Oceánie         | Port Vila                                                                           | Členský stát OSN | není                                              | |
| Vatikán                        | Městský stát Vatikán                                                          | Evropa          | Vatikán                                                                             | Pozorovatelský stát OSN, člen tří specializovaných organizaci OSN (ITU, UPU, WIPO) a IAEA pod názvem „Svatý stolec“.                                                                                    | není                                              | Spravován Svatým stolcem, suverénní entitou udržující diplomatické vztahy se 180 státy. Vatikán je spravován úředníky jmenovanými papežem, který je biskupem římské diecéze a ex-officio také vládcem Vatikánu. |
| Venezuela                      | Bolívarovská republika Venezuela                                              | Jižní Amerika   | Caracas                                                                             | Členský stát OSN | není                                              | Venezuela je federací 26 států, území hlavního města a federálních dependencí. |
| Vietnam                        | Vietnamská socialistická republika                                            | Asie            | Hanoj                                                                               | Členský stát OSN | není                                              | |
| Východní Timor                 | Demokratická republika Východní Timor                                         | Asie            | Dili                                                                                | Členský stát OSN | není                                              | |
| Zambie                         | Zambijská republika                                                           | Afrika          | Lusaka                                                                              | Členský stát OSN | není                                              | |
| Zimbabwe                       | Zimbabwská republika                                                          | Afrika          | Harare                                                                              | Členský stát OSN | není                                              | |

## Ostatní státy
Tato část seznamu zahrnuje útvary, které nejsou členy OSN, ale splňují kritéria Montevidejské konvence. Seznam nezahrnuje Vatikán a Palestinu, které mají status stálých pozorovatelů OSN, a Kosovo a Tchaj-wan, jejichž nezávislost je z hlediska mezinárodního práva považována za legitimní, což umožňuje jejich členství v některých specializovaných organizacích OSN. Tyto čtyři státy jsou uvedeny v předchozí tabulce.
Seznam zahrnuje celkem šest států. Čtyři z nich (Abcházie, Jižní Osetie, Saharská arabská demokratická republika a Severní Kypr) jsou separatistické útvary, jejichž územní nároky jsou de iure součástí jiných států, přesto jsou však uznávány vždy alespoň jednou členskou zemí OSN. Zbylé dva útvary jsou uznány pouze jinými samozvanými státy (Podněstří) či vůbec (Somaliland).
Saharská arabská demokratická republika se rozkládá na území Západní Sahary, kterou OSN považuje za nesamosprávné území, tj. neuznává existenci Saharské arabské demokratické republiky, ale ani nároky jiných států (Maroka) na ni.
Česká republika neuznává žádný z těchto států ani s žádným z nich nenavazuje diplomatické styky. Co se týče Západní Sahary, Česká republika považuje její území za nesamosprávné stejně jako OSN.
| Stát           | Formální název                          | Kontinent | Hlavní město                              | Členství ve strukturách OSN                 | Zpochybnění svrchovanosti | Další informace |
| -------------- | --------------------------------------- | --------- | ----------------------------------------- | ------------------------------------------- | ------------------------- | --- |
| Abcházie       | Republika Abcházie                      | Asie      | Suchumi                                   | Žádné členství                              | Nárokováno Gruzii         | Mezinárodně uznaná: Ruskem, Nauru, Nikaraguou, Venezuelou, Jižní Osetii a Podněstřím. |
| Jižní Osetie   | Republika Jižní Osetie                  | Asie      | Cchinvali                                 | Žádné členství                              | Nárokováno Gruzii         | Mezinárodně uznaná: Abcházií, Ruskem, Nauru, Nikaraguou, Venezuelou a Podněstřím. |
| Podněstří      | Podněsterská moldavská republika        | Evropa    | Tiraspol                                  | Žádné členství                              | Nárokováno Moldavskem     | De facto nezávislý stát, uznávaný pouze Abcházii a Jižní Osetii, jeho území si nárokuje Moldavsko jako Autonomní územně správní jednotka se zvláštním statusem Podněstří. |
| Severní Kypr   | Severokyperská turecká republika        | Asie      | Severní Nikósie                           | Žádné členství                              | Nárokováno Kyprem         | De facto nezávislý stát, uznává ho pouze Turecko. Země je pozorovatelským státem Organizace islámské spolupráce. Celé území si nárokuje Kypr. |
| Somaliland     | Republika Somaliland                    | Afrika    | Hargeysa                                  | Žádné členství.                             | Nárokováno Somálskem      | Somaliland je de facto nezávislý stát, jeho území si nárokuje mezinárodně uznaná Somálská federální vláda. |
| Západní Sahara | Saharská arabská demokratická republika | Afrika    | Tifariti (de facto) Al-´Ajún (nárokované) | Žádné členství, dle OSN nesamosprávné území | Nárokováno Marokem        | V některém období byla uznávána 84 členskými státy OSN z nichž 37 v určité fázi své uznání stáhlo nebo zmrazilo. Jde o zakládájícího člena Africké unie a Afro-asijské konference. Teritorium včetně území pod kontrolou fronty Polisario je nárokované Marokem jako jeho Jižní provincie. Naproti tomu si Fronta Polisario nárokuje území západně od Marocké zdi. Vláda Západní Sahary sídlí v exilu v alžírském městě Tindúf. OSN neuznává Saharskou arabskou demokratickou republiku ani marocké nároky na toto území a celou Západní Saharu chápe jako nesamosprávné území. |

## Kritéria pro zařazení
Podle deklarativní teorie svrchovanosti, která byla kodifikována Montevidejskou konvencí. Je stát osobou mezinárodního práva pokud má a) trvalé obyvatelstvo; b) vymezené území; c) vládu; a d) schopnost vstupovat do vztahů pokud tyto vlastnosti nebyly získány silou, spočívající v pohrůžkou zbraní diplomatickému zastoupení nebo jinému účinnému donucovacímu opatření.
Existuje debata o tom zda by stupeň mezinárodního uznání měl být zařazen jako kritériu státnosti. Deklarativní teorie státnosti tvrdí, že státnost je objektivní uznání státu ostatními zeměmi jsou irelevantní. Na druhé straně spektra stojí konstitutivní teorie státnosti definuje stát jako osobu mezinárodního práva pouze pokud je uznávána jinou svrchovanou zemí. Pro potřeby tohoto seznamu jsou zařazeny tyto země:
a) považuje se za svrchovanou (na základě deklarativní teorie, nebo jinak) a často splňuji požadavky deklarativní teorie státnosti, nebo
b) jsou uznávaný jako svrchovaná země nejméně jedním členským státem OSN.
V některých případech existují různé názory na interpretaci prvního bodu, a to zda je daná entita splňuje je sporné.
Na základě předchozích kritérií seznam zahrnuje 204 entit.
- 203 států je uznáno alespoň jednou členskou zemí OSN.
- Jeden stát naplňující podmínky deklarativní teorie státnosti je uznáván pouze nečlenskými zeměmi OSN: Podněstří.
- Jeden stát naplňující podmínky deklarativní teorie státnosti není uznán žádným jiným státem: Somaliland.